# Tavernes
Tavernes település Franciaországban, Var megyében. Lakosainak száma 1444 fő (2022. január 1.). Tavernes Montmeyan, La Verdière, Varages, Barjols, Pontevès és Fox-Amphoux községekkel határos.

## Népesség
A település népessége az elmúlt években az alábbi módon változott:
| Lakosok száma | 1329 | 1383 | 1413 | 1399 | 1402 | 1405 | 1425 | 1428 | 1444 |
|               | 2013 | 2015 | 2016 | 2017 | 2018 | 2019 | 2020 | 2021 | 2022 |